# V462 Lupi
V462 Lupi foi um sistema binário, provavelmente constituído de uma anã branca e uma gigante vermelha, e que ulteriormente se tornou uma nova. Sendo localizada na constelação de Lupus, podendo ser vista à olho nu em períodos que ela possui magnitude aparente equivalente à +5,7, enquanto oscila em uma frequência entre as magnitudes aparente de +22,3 e 3,3, tendo normalmente a magnitude aparente de +22,3. Sendo ela descoberta por 12 de junho de 2025 pela rede de telescópios All-Sky Automated Survey for Supernovae operadas pelo Universidade Estadual de Ohio.

## Observação
À aqueles que estão observando em um ponto de vista em latitude de 40º no norte irá ver V462 Lupi em um ângulo de 10º graus no céu noturno; cerca de 22 horas e 30 minutos, onde estaria acima do horizonte apontando ao sul. Em Florida Keys, V462 Lupi irá aparecer À cerca de 25º graus acima do horizonte apontando ao sul, enquanto a estrela estiver em seu ponto mais alto no céu noturno será mais facilmente perceptível e irá facilitar a observação. Podendo ser observado com um binóculo ou telescópio amador.
A estrela V462 Lupi está localizada perto de duas estrelas de magnitude aparentes equivalentes entre 3.20 à 3.24 e 2,68 chamada Beta Lupi e Delta Lupi. Por isso, estas duas estrelas funcionam como pontos de referencias para localizar a estrela V462 Lupi no céu noturno.